# Hurewiczs sats
Inom matematiken är Hurewiczs sats ett fundamentalt resultat inom algebraisk topologi som konnekterar homotopiteori och homologiteori med hjälp av en operator känd som Hurewiczhomomorfismen. Satsen är uppkallad efter Witold Hurewicz. Den generalliserar tidigare resultat av Henri Poincaré.